# Stuntman (videogioco)
Stuntman è un videogioco che permette al giocatore di impersonare uno stuntman che realizza salti e acrobazie spettacolari con la propria auto.
Il videogioco consente di partecipare come stuntman in 6 diverse pellicole nella modalità carriera:
- Londra - film: Toothless in Wapping
- Louisiana - film: A Whoopin and a Hollerin (parodia di Hazzard)
- Bangkok - film: Blood Oath
- Alpi svizzere - film: Conspiracy
- Egitto - film: The Scarab of Lost Souls (parodia della saga di Indiana Jones)
- Montecarlo - film: Live Twice for Tomorrow (parodia di 007: Tomorrow never dies)

Inoltre nel videogioco c'è una modalità libera detta Stunt Arena (nel menu detto Editor di stunt) dove il giocatore può costruire la propria pista dove compiere acrobazie con attrezzature varie. All'inizio non c'è un'ampia scelta di oggetti e vetture ma progredendo nella modalità carriera si possono sbloccare nuove attrezzature e automobili.
Il videogioco comprende inoltre dei contenuti speciali dove si può vedere: il trailer del videogioco e di V rally 3, interviste inedite con veri stuntman e altro ancora.